# Moya (Comores)
Pour les articles homonymes, voir Moya.
Moya est une ville de l'Union des Comores, située sur l'île d'Anjouan. En 2010, sa population est estimée à 8 475 habitants.